# Cattleya briegeri
Cattleya briegeri är en orkidéart som först beskrevs av Blumensch. och Guido Frederico João Pabst, och fick sitt nu gällande namn av Van den Berg. Cattleya briegeri ingår i släktet Cattleya och familjen orkidéer. Inga underarter finns listade i Catalogue of Life.